# Sarinda imitans
Sarinda imitans är en spindelart som beskrevs av Galiano 1965. Sarinda imitans ingår i släktet Sarinda och familjen hoppspindlar. Inga underarter finns listade i Catalogue of Life.